# Rownoje (Kaliningrad, Prawdinsk)
Rownoje (russisch Ровное, deutsch Heinrichsdorf, Kreis Friedland, 1927–1950 Heinrichdorf, (Kreis Bartenstein (Ostpr.))) ist ein Ort in der russischen Oblast Kaliningrad (Gebiet Königsberg (Preußen)) und gehört zur Prawdinskoje gorodskoje posselenije (Stadtgemeinde Prawdinsk (Friedland)) im Rajon Prawdinsk (Stadtkreis Friedland).

## Geographische Lage
Rownoje liegt drei Kilometer nordwestlich der heutigen Rajonhauptstadt und früheren Kreisstadt Prawdinsk (Friedland) an der russischen Fernstraße A 196 (hier Teilstück der ehemaligen deutschen Reichsstraße 131). Eine Bahnanbindung besteht nicht.

## Geschichte
Im Jahre 1910 zählte der damals Heinrichsdorf genannte Ort 308 Einwohner. Bis 1927 gehörte das Dorf zum Landkreis Friedland, danach bis 1945 zum Landkreis Bartenstein (Ostpr.) im Regierungsbezirk Königsberg in der preußischen Provinz Ostpreußen. Heinrichsdorf war Teil des Amtsbezirks Schwönau (russisch: Perewalowo, heute nicht mehr existent). 1933 lebten hier 320, 1939 noch 309 Menschen.
1945 kam Heinrichsdorf mit dem nördlichen Ostpreußen zur Sowjetunion und erhielt 1950 die russische Bezeichnung „Rownoje“. Bis zum Jahr 2009 war der Ort in den Poretschenski sowjet (Dorfsowjet Poretschje (Allenau)) innerhalb der seit 1991/92 russischen Oblast Kaliningrad eingegliedert und ist seither – aufgrund einer Struktur- und Verwaltungsreform – als „Siedlung“ (russisch: possjolok) genannte Ortschaft zur Prawdinskoje gorodskoje posselenije (Stadtgemeinde Prawdinsk (Friedland)) im Rajon Prawdinsk.

## Kirche
Mit seiner fast ausnahmslos evangelischen Bevölkerung war Heinrichsdorf bis 1945 in das Kirchspiel Friedland (russisch: Prawdinsk) eingepfarrt. Es gehörte zum gleichnamigen Kirchenkreis in der Kirchenprovinz Ostpreußen der Kirche der Altpreußischen Union.
Auch heute besteht für Rownoje der kirchliche Bezug zur Nachbarstadt Prawdinsk, deren evangelische Kirchengemeinde jetzt eine Filialgemeinde der Auferstehungskirche in Kaliningrad (Königsberg) ist und zur Propstei Kaliningrad in der Evangelisch-Lutherischen Kirche Europäisches Russland gehört.